# Никулино (Пушкинский район)
Никулино — деревня в Пушкинском районе Московской области России, входит в состав сельского поселения Царёвское. Население — 32 чел. (2010).

## География
Расположена на севере Московской области, в восточной части Пушкинского района, примерно в 19 км к северо-востоку от центра города Пушкино и 34 км от Московской кольцевой автодороги, западнее города Красноармейска.
К деревне приписано пять садоводческих товариществ.
В 6 км к западу — Ярославское шоссе М8, в 3 км к югу — Московское малое кольцо А107, в 1 км к востоку — ветка линии Ярославского направления Московской железной дороги Софрино — Красноармейск. Ближайшие населённые пункты — село Путилово, деревни Березняки и Чекмово, ближайшая станция — Путилово.

## Транспорт
- 43 (Красноармейск — Михайловское [4].

## Население
| 1859 | 1890 | 1899 | 1926 | 2002 | 2006 | 2010 |
| ---- | ---- | ---- | ---- | ---- | ---- | ---- |
| 143  | ↘122 | ↗126 | ↗173 | ↘12  | →12  | ↗32  |

## История
В «Списке населённых мест» 1862 года — казённая деревня 1-го стана Дмитровского уезда Московской губернии по левую сторону Московско-Ярославского шоссе (из Ярославля в Москву), в 49 верстах от уездного города и 22 верстах от становой квартиры, при прудах и колодце, с 20 дворами и 143 жителями (63 мужчины, 80 женщин).
По данным на 1890 год — деревня Морозовской волости Дмитровского уезда с 122 жителями, работал кирпичный завод, в 1899 году — деревня Богословской волости Дмитровского уезда, проживало 126 жителей.
В 1913 году — 25 дворов.
По материалам Всесоюзной переписи населения 1926 года — деревня Путиловского сельсовета Путиловской волости Сергиевского уезда Московской губернии в 3,2 км от Вознесенского шоссе и 8,5 км от станции Софрино Северной железной дороги, проживало 173 жителя (81 мужчина, 92 женщины), насчитывалось 38 хозяйств, из которых 34 крестьянских.
С 1929 года — населённый пункт в составе Пушкинского района Московского округа Московской области. Постановлением ЦИК и СНК от 23 июля 1930 года округа как административно-территориальные единицы были ликвидированы.
Административная принадлежность
1929—1957 гг. — деревня Путиловского сельсовета Пушкинского района.
1957—1959 гг. — деревня Путиловского сельсовета Мытищинского района.
1959—1960 гг. — деревня Царёвского сельсовета Мытищинского района.
1960—1962 гг. — деревня Царёвского сельсоветов Калининградского района.
1962—1963, 1965—1994 гг. — деревня Царёвского сельсовета Пушкинского района.
1963—1965 гг. — деревня Царёвского сельсовета Мытищинского укрупнённого сельского района.
1994—2006 гг. — деревня Царёвского сельского округа Пушкинского района.
С 2006 года — деревня сельского поселения Царёвское Пушкинского муниципального района Московской области.